# Estação Glencairn
Glencairn é uma estação do metrô de Toronto, localizada na secção Spadina da linha Yonge-University-Spadina. Localiza-se na Allen Road, na 785 Glencairn Avenue. Glancair não possui um terminal de ônibus integrado, e passageiros da 14 Glencairn, a única linha de ônibus do Toronto Transit Commission que conecta-se com a estação, precisam de um transfer para poderem transferirem-se da linha de superfície para o metrô e vice-versa. O nome da estação provém da Glencairn Avenue, a principal rua leste-oeste servida pela estação.